# В'язень острова акул
«В'язень острова акул» (англ. The Prisoner of Shark Island) — американська історична драма режисера Джона Форда 1936 року.

## Сюжет
Через кілька годин після того, як був убитий президент Лінкольн, у будинок сільського лікаря Семюеля Мадді постукали проїжджаючі і попросили надати допомогу людині зі зламаною ногою. Доктор не має й гадки, що президент мертвий, а він надає допомогу вбивці Джону Вілксу Буту. Однак це не рятує його від арешту, коли військові, послані в погоню, знаходять в будинку доктора розрізаний чобіт убивці. Це стало доказом провини лікаря і призвело до довічного тюремного ув'язнення у в'язниці на віддаленому острові Мексиканської затоки, який отримав прізвисько «Диявольський острів».
Сама в'язниця була оточена ровом з водою, заповненим акулами, щоб якщо хто з ув'язнених і надумав втікати, то все одно б неминуче загинув. Після періоду неминуче жорстокого поводження з ним у зв'язку з його популярністю, комендант в'язниці просить використовувати його навички лікаря, коли на острові спалахнула епідемія жовтої гарячки і практично викосила половину персоналу.

## У ролях
- Ворнер Бакстер — лікар Семюель Александр Мадді
- Глорія Стюарт — місіс Пеггі Мадді
- Клод Джиллінгуотер — полковник Єремія Мілфорд Даєр
- Артур Байрон — містер Еріксон
- О.П. Геггі — доктор Макінтайр
- Гаррі Кері — комендант форту Джефферсон
- Френсіс Форд — капрал О'Тул
- Джон Макгуайр — лейтенант Ловетт
- Френсіс Макдональд — Джон Вілкс Бут
- Дуглас Вуд — Генерал Ювінг
- Джон Керредін — сержант Ранкін
- Джойс Кей — Марта Мадді
- Фред Кохлер молодший — сержант Бондар
- Ернест Вітман — «Бак» Мілфорд
- Пол Фікс — Девід Герольд